# Barbórka
Barbórka je blagdan rudara u Poljskoj koji se slavi na blagdan svete Barbare.
Na taj blagdan rudari ne rade, ali su cijeli dan u rudarskoj odori. Ujutro se slave svete mise na čast svete Barbare te poslije rudarski orkestar kroz grad svira himnu rudara.
Tih dana se organiziraju i veliki pivski sajmovi te se održavaju koncerti.

### Članci
- Dragić, Marko. 2015. Kult sv. Barbare u kršćanskoj tradiciji Hrvata. Nova prisutnost. Kršćanski akademski krug. Zagreb. 13 (2): 141–162